# 蒙古国立大学

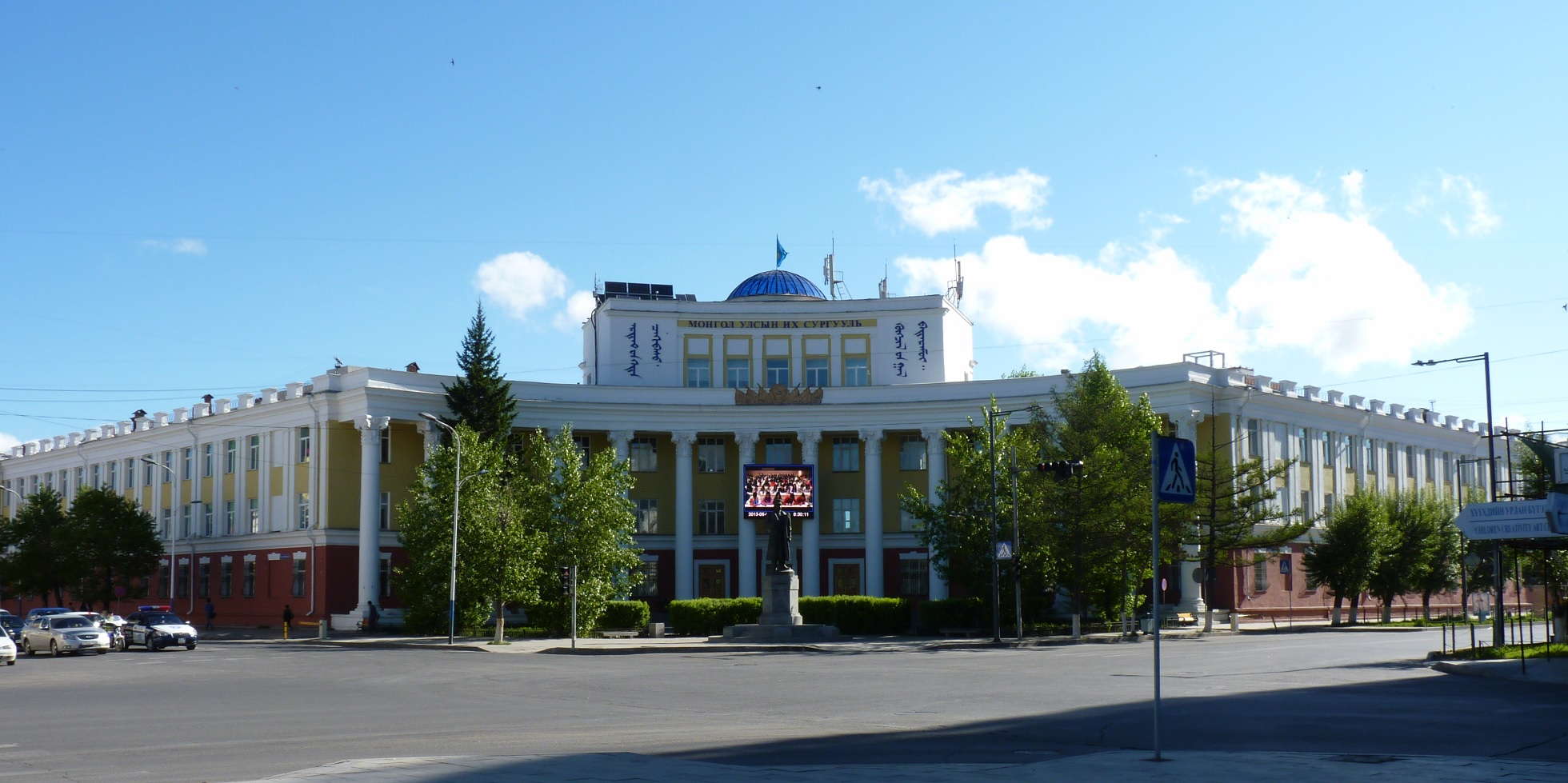
蒙古国立大学

蒙古国立大学（英語：National University of Mongolia，缩写：NMU；拉丁化：Mongol Ulsyn Ikh Surguul），成立于1942年10月5日，本部坐落于蒙古国首都乌兰巴托。学校由12个院系组成，是蒙古最古老的大学。
在蒙古人民共和国时期，该校名为乔巴山大学，国立大学的经费几乎全部由政府承担，并受到政府的严格控制，学校主要为执政党培养政治精英。自1995年开始国立大学陆续开设学士、硕士、博士课程。在蒙古，每三个受过高等教育的人就有一个毕业于该校。
如今，国立大学已经成为了一所拥有12,000名学生（2006年数据）的现代化综合性大学。

## 专业和学院
目前，蒙古国立大学有80余个专业和12个院系：
- 地理地质系
- 生物系
- 化学系
- 数学与计算机科学学院
- 物理与电子学院
- 蒙古学学院
- 外国语言和文化学院
- 经济科学学院
- 法学院
- 社会科学学院
- 国际关系学院
- 信息技术学院

## 分校
- 教育学院（科布多省）
- 外国语学院（鄂尔浑省）
- 经济学院（扎布汗省）

## 相关院校
随着蒙古教育的发展和调整，部分院系和专业从国立大学独立出去，组建了新的院校。
- 国立农牧业大学（1958年动物兽医系分出）
- 医科大学（1961年医学系分出）
- 技术大学（1982年）
- 人文大学（1982年）

## 国际交流
蒙古国立大学从1956年开设汉语班，现成为外语文化学院中文系。2008年5月2日，蒙古第一所孔子学院在该校成立。并于同年10月27日在乌兰巴托举办“中国文化周”。
2012年9月，台灣诺贝尔化学奖获得者李远哲應蒙古國立大學校長圖木耳奧其爾（TUMUR-OCHIR Sanjbegz）之邀請於9月11日至15日訪問蒙古國，訪問期間除接受蒙古國立大學頒贈榮譽博士學位外，並發表題為"Sustainability of Human Society" 和 "Dynamics of Chemical Reactions and Photochemical Processes"兩場演講。

## 姊妹校
亞洲
- 中华人民共和国呼和浩特市：内蒙古大学
- 中華民國臺北市：臺北醫學大學
- 中華民國臺北市：中國文化大學